# Nejednadžba s apsolutnom vrijednosti
U postupku rješavanja nejednadžbe traži se skup vrijednosti nepoznate veličine koje udovoljavaju uvjetima koje postavlja nejednadžba. Ako se nepoznata veličina nalazi pod znakom apsolutne vrijednosti, tada će to u rješavanje nejednadžbe unijeti neke nove odnose.

## Nejednadžba
Nejednadžba simbolom za uređaj > ili < iskazuje da lijeva strana nejednadžbe mora biti veća ili manja od desne strane nejednadžbe. Pri rješavanju nejednadžbe traži se, ne jedna ili nekoliko vrijednosti nepoznate veličine (na pr. x) koja udovoljava postavljenim uvjetima nejednadžbe, već se traži interval skupa svih vrijednosti x koji udovoljavaju nejednadžbi. Nejednadžba može biti izražena i sa {\displaystyle \leq } ili {\displaystyle \geq }.
Zamjenom znaka „=“ znakom „>“ pretvorit ćemo jednadžbu:
{\displaystyle 2x-8=0\,}
u nejednadžbu:
{\displaystyle 2x-8>0\,}

## Apsolutna vrijednost broja i nepoznate veličine
Apsolutna vrijednost realnog broja a je izraz |a| koji određuje veličinu broja bez obzira na pozitivan ili negativan predznak. Za svaki realni broj a apsolutna vrijednost broja ili modul od a je definiran kao
{\displaystyle |a|={\begin{cases}a,&{\mbox{ako }}a\geq 0\\-a,&{\mbox{ako }}a<0.\end{cases}}} .
Na isti način apsolutna vrijednost realne nepoznate veličine x je izraz |x| gdje je apsolutna vrijednost nepoznate veličine definirana kao
{\displaystyle |x|={\begin{cases}x,&{\mbox{ako }}x\geq 0\\-x,&{\mbox{ako }}x<0.\end{cases}}} .

## Nejednadžba s jednim izrazom apsolutne vrijednosti

### Jednostavna nejednadžba
Nejednadžba je zadana na način da se nepoznata veličina x nalazi pod znakom apsolutne vrijednosti: 
{\displaystyle |x|-2>0\,}
Iz nejednadžbe slijedi da je: 
{\displaystyle |x|>2\,}
gdje je rješenje nejednadžbe takav skup vrijednosti x koji udovoljava nejednadžbi, te su rješenja nejednadžbe intervali:
{\displaystyle \left\langle 2,+\infty \right\rangle } i {\displaystyle \left\langle -\infty ,-2\right\rangle }.

### Složenija nejednadžba
Nejednadžba može biti i zadana i u nešto složenijem obliku:
{\displaystyle |2x+4|-6>0\,}
odakle najprije slijedi da je:
{\displaystyle |2x+4|>6\,}
Temeljem definicije apsolutne vrijednosti nepoznate veličine postoje dvije mogućnosti
{\displaystyle a)\,} {\displaystyle +(2x+4)>6\,}
{\displaystyle b)\,} {\displaystyle -(2x+4)>6\,}.
Iz  {\displaystyle a)} slijedi da je, redom:
{\displaystyle 2x>2\,}
{\displaystyle x>1\,}
te je prvi skup rješenja nejednadžbe interval: {\displaystyle \left\langle +1,+\infty \right\rangle }
Iz  {\displaystyle b)} slijedi da je, redom:
{\displaystyle -2x-4>6\,}
{\displaystyle -2x>10\,}
{\displaystyle x<-5\,}
te je drugi skup rješenja nejednadžbe interval: {\displaystyle \left\langle -\infty ,-5\right\rangle }.

## Nejednadžba s dva izraza apsolutne vrijednosti
Nejednadžbe gdje se nepoznata veličina nalazi pod dva znaka apsolutnih vrijednosti, imat će općenito veći broj rješenja od kojih, obzirom na prirodu apsolutne vrijednosti broja, neka možda i neće zadovoljavati početnu jednadžbu.
Neka je nejednadžba zadana u obliku:
{\displaystyle ||x+2|-4|>6\,}
Temeljem definicije apsolutne vrijednosti nepoznate veličine postoje dvije mogućnosti:
{\displaystyle a)\,}{\displaystyle +(|x+2|-4)>6\,}
{\displaystyle b)\,} {\displaystyle -(|x+2|-4)>6\,}
Iz jednadžbe {\displaystyle a)} slijede daljnje dvije mogućnosti:
{\displaystyle a_{1})\,} {\displaystyle x+2-4>6\,}
{\displaystyle a_{2})\,} {\displaystyle -x-2-4>6\,}. 
Iz nejednadžbe {\displaystyle a_{1})} slijedi prvo rješenje:
{\displaystyle x_{1}>8\,},
te je prvi mogući skup rješenja nejednadžbe interval {\displaystyle \left\langle +8,+\infty \right\rangle }.
Iz nejednadžbe {\displaystyle a_{2})} slijedi drugo rješenje, redom:
{\displaystyle -x_{2}>12\,}.
{\displaystyle x_{2}<-12\,}.
te je drugi mogući skup rješenja nejednadžbe interval: {\displaystyle \left\langle -\infty ,-12\right\rangle }.
Iz nejednadžbe {\displaystyle b)} slijede druge dvije mogućnosti:
{\displaystyle b_{1})\,} {\displaystyle -(x+2-4)>6\,}
{\displaystyle b_{2})\,} {\displaystyle -(-(x+2)-4)>6\,}
Iz {\displaystyle b_{1})} slijedi, redom:
{\displaystyle -x-2+4>6\,}
{\displaystyle -x>4\,}
{\displaystyle x_{3}<-4\,}
te je treći mogući skup rješenja nejednadžbe interval: {\displaystyle \left\langle -\infty ,-4\right\rangle }.
Iz {\displaystyle b_{2})} slijedi, redom:
{\displaystyle -(-x-2-4)>6\,}
{\displaystyle x+2+4>6\,}
{\displaystyle x+2+4>6\,}
{\displaystyle x_{4}>0\,}
te je četvrti mogući skup rješenja nejednadžbe interval {\displaystyle \left\langle 0,+\infty \right\rangle },
Prvi i drugi interval vrijednosti x očito zadovoljavaju početnu nejednadžbu, dok treći i četvrti interval ne zadovljavaju u cijelosti početnu nejednadžbu.